# Jorge Álvares (Seefahrer in Japan)
Jorge Álvares (* in Freixo de Espada à Cinta; † unbekannt) war ein portugiesischer Händler und Seefahrer.

## Leben
Jorge Álvares war ein wohlhabender Händler. Er segelte vermutlich mit Fernão Mendes Pinto 1544 nach Japan. Von dort brachte er 1546/1547 den Samurai Yajirō (Portugiesisch: Angirô) nach Goa und unterrichtete ihn im Christentum, bis dieser (vermutlich 1548) zum katholischen Glauben konvertierte und mit Francisco de Xavier nach Japan zurückging.
Jorge Álvares sammelte in seinem Buch Informação do Japão (Portugiesisch für: Informationen über Japan) seine Kenntnisse über Japan für Xavier und übergab es ihm 1547 in Malakka. Auch anhand dieser Aufzeichnungen plante der Missionar danach seine Missionierung in Japan.
Francisco de Xavier kam 1552 sterbenskrank auf die chinesische Insel Shangchuan Dao, wo Álvares ihn in seiner dortigen Hütte aufnahm. Am 3. Dezember 1552 starb Xavier dort. Über den weiteren Verbleib von Jorge Álvares selbst ist danach nichts bekannt.